# 板見甲子夫
板見 甲子夫（いたみ かねお、大正13年（1924年）1月28日 - 没年不明）は日本の教育者。
大阪大学大学院医学系研究科皮膚・毛髪再生医学寄附講座 教授板見智の実父。 

## 経歴
鳥取県米子市出身。
1943年浜松高等工業学校航空工学科卒業。1948年米子市立第四中学校教諭。1978年県立米子南商業高校校長。
1981年県立米子東高校校長。1983年鳥取県米子市教育長。

## 人物像
特技は柔道。住所は米子市角盤町。

## 家族
- 妻（佐中誠の四女[1]）
- 長男[1]
- 二男 智[1]

昭和27年（1952年）8月生－